# Tiago Nunes
Tiago Retzlaff Nunes (Santa María, Río Grande del Sur, 15 de febrero de 1980), conocido como Tiago Nunes, es un entrenador de fútbol brasileño. Actualmente dirige a la Liga Deportiva Universitaria de Quito de la Serie A de Ecuador.

## Trayectoria

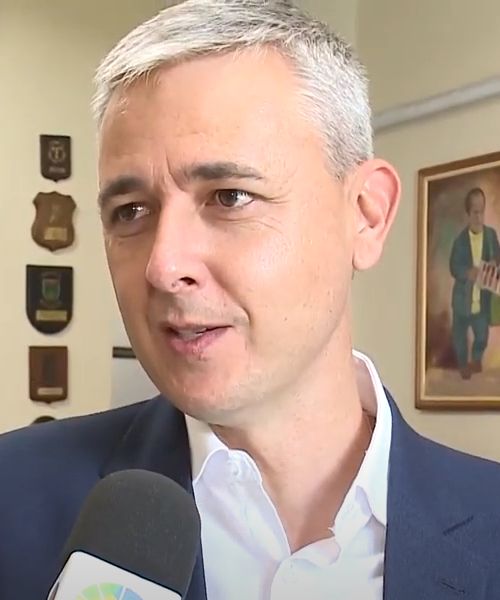
Nunes en entrevista

### Inicios
Comenzó su carrera a mediados de la década de 2000. Entrenó a equipos del interior como Sapucaiense, Nacional-AM, Riograndense, Bagé y União Frederiquense. en 2013 se hizo cargo del equipo sub-15 de Grêmio.
Después de entrenar a las categorías base del Juventude y la Ferroviária, el 13 de mayo de 2016 fue anunciado por São Paulo-RS, en el que tuvo un breve pasaje. El 17 de octubre, fue anunciado por Veranópolis.

### Athletico Paranaense
El 21 de abril de 2017, fue anunciado por el Atlético Paranaense como entrenador del U23. Como entrenador del U23, fue el campeón de Paraná en el campeonato profesional, cuando el club utilizó el equipo base para jugar el torneo. El 27 de junio de 2018, se hizo cargo del equipo principal en reemplazo de Fernando Diniz, convirtiéndose en campeón de la Copa Sudamericana 2018 y la Copa de Brasil 2019.El 5 de noviembre de 2019 dejó el club para aceptar una oferta del Corinthians.

### Corinthians
El 7 de noviembre de 2019, fue anunciado como entrenador del Corinthians para la temporada 2020.El 11 de septiembre de 2020 fue despedido tras una derrota en el Derby Paulista ante el Palmeiras, y una secuencia de malos resultados.

### Grêmio
El 21 de abril de 2021, regresó a Grêmio y fue nombrado entrenador del primer equipo en lugar de Renato Gaúcho.Pese a tener un muy prometedor rendimiento en Copa Sudamericana quedando absoluto líder de su grupo, fue relevado de sus funciones el 4 de julio por sus malos resultados en el Brasileirao con siete partidos sin ganar.

### Ceará
El 30 de agosto de 2021, fue oficializado como entrenador del Ceará.El 25 de marzo de 2022, tras dos eliminaciones en Cearense y en la Copa do Nordeste, fue despedido.

### Sporting Cristal
El 19 de noviembre de 2022, fue anunciado como nuevo entrenador del Sporting Cristal para afrontar la Liga 1 2023 y Copa Libertadores, en lo que fue su primera experiencia fuera de Brasil. Su primer encuentro fue un amistoso por la Tarde Celeste donde el Cristal venció 2-1 al Deportes Tolima de Colombia. Concerniente a la liga, inició de una forma correcta, pero en abril su elenco empezó a cosechar malos resultados consecutivos y decidió renunciar. En una conferencia de prensa por parte del club, ambas partes acordaron su permanencia. Después de haberse retractado, la performance del cuadro celeste mejoró, terminando en el segundo lugar del Torneo Apertura y fue elegido entrenador del mes de mayo y agosto. 
Sobre el plano internacional, clasificaron a la fase de grupos de la Copa Libertadores tras derrotar en la Pre-Libertadores al Nacional de Paraguay y al Huracán de Argentina, consiguiendo Nunes una hazaña pues fue la primera vez en la historia del club inca que llegaron a superar esta fase previa (anteriormente habían fallado en 4 ediciones). Ya en el grupo D, si bien no estuvieron cerca del Fluminense de Brasil y River Plate de Argentina, se ubicaron en la tercera casilla arriba del The Strongest de Bolivia y pudieron bajo su tutela cosechar la mayor cantidad de puntos posibles desde 2013. Alcanzaron un cupo a los dieciseisavos de final de la Copa Sudamericana, mas cayeron ante el Emelec de Ecuador.
Para la segunda mitad del año solo les quedaba localmente el Torneo Clausura y a pesar de que la escuadra rimense durante varias fechas estuvo en el primer lugar, sufrieron una caída de resultados adversos en sus últimos partidos que les costó terminar cuartos y en la tabla acumulada, terceros, quedando fuera de los play-off. Pese a que no consiguió dicha clasificación, inicialmente Nunes iba a continuar pues confiaban en su proyecto a largo plazo. No obstante, otras ofertas laborales en su país hicieron que finalmente el estratega brasileño decidiese el 11 de noviembre no seguir al mando del club peruano.

### Botafogo
El 16 de noviembre de 2023, fue oficializado como nuevo entrenador del Botafogo de cara al final de la Série A.Después de cuatro empates en cuatro partidos disputados, el club quedó sin posibilidades de conquistar el título al final de la penúltima jornada. Luego de perder en la última jornada, el equipo culminó en la quinta posición, clasificando a la segunda fase de la Copa Libertadores.El 22 de febrero de 2024, fue despedido de su cargo tras un mal comienzo de año.

### Universidad Católica
El 22 de marzo de 2024, fue confirmado como nuevo técnico de Universidad Católica. Estará acompañado de su ayudante técnico Hans Wicky Torres, donde comienza de buena manera con un esquema defensivo de un 5-3-2 y cosechando resultados que vuelven a meter a Católica en la pelea por el título, sin embargo pierde ante Santiago Wanderers en Copa Chile por 2-1 quedando eliminado y baja el rendimiento y queda fuera del título con tres fechas de antelación y queda en puestos de Copa Sudamericana.
El 26 de septiembre de 2024 se confirma que renueva por una temporada más cono técnico de la Universidad Católica.
El comienzo del año 2025 sería de manera irregular donde quedaría fuera de la fase de grupos de Copa Chile ante equipos de la segunda categoría como San Luis de Quillota, Everton y Unión La Calera, y quedando fuera de la Copa Sudamericana en fase previa ante Palestino nuevamente, está vez a través de los penales. El mismo panorama sucedería en el torneo local chileno, donde tras una seguidilla de malos resultados, el domingo 25 de mayo de 2025, una vez finalizado el partido donde Universidad Católica perdió 1-3 como local ante Deportes La Serena, durante la posterior conferencia de prensa Nunes anuncia su renuncia al club.

### Liga de Quito
El 6 de junio de 2025, fue oficializado como entrenador de Liga de Quito. 

## Estadísticas como entrenador
| Equipo                        | Div.                | Temporada           | Liga  | Liga | Liga | Liga | Liga |       | Copa | Copa | Copa | Copa  |    | Internacional | Internacional | Internacional | Internacional | Internacional |   | Otros | Otros | Otros | Otros |     | Totales     | Totales | Totales | Totales | Totales | Totales | Totales | Totales |
| Equipo                        | Div.                | Temporada           | Part. | G    | E    | P    | Pos. | Part. | G    | E    | P    | Part. | G  | E             | P             | Pos.          | Part.         | G             | E | P     | Part. | G     | E     | P   | Rendimiento | GF      | GC      | Dif.    |         |         |         |         |
| ----------------------------- | ------------------- | ------------------- | ----- | ---- | ---- | ---- | ---- | ----- | ---- | ---- | ---- | ----- | -- | ------------- | ------------- | ------------- | ------------- | ------------- | - | ----- | ----- | ----- | ----- | --- | ----------- | ------- | ------- | ------- | ------- | ------- | ------- | ------- |
| Rio Branco · Brasil           | 3.ª                 | 2010                | -     | -    | -    | -    | -    | 13    | 11   | 1    | 1    | -     | -  | -             | -             | -             | -             | -             | - | -     | 13    | 11    | 1     | 1   | 87.18%      | 40      | 17      | +23     |         |         |         |         |
| Rio Branco · Brasil           | Total               | Total               | -     | -    | -    | -    | -    | 13    | 11   | 1    | 1    | -     | -  | -             | -             | -             | -             | -             | - | -     | 13    | 11    | 1     | 1   | 87.18%      | 40      | 17      | +23     |         |         |         |         |
| Luverdense · Brasil           | 3.ª                 | 2010                | -     | -    | -    | -    | -    | 3     | 1    | 2    | 0    | -     | -  | -             | -             | -             | -             | -             | - | -     | 3     | 1     | 2     | 0   | 55.55%      | 2       | 1       | +1      |         |         |         |         |
| Luverdense · Brasil           | Total               | Total               | -     | -    | -    | -    | -    | 3     | 1    | 2    | 0    | -     | -  | -             | -             | -             | -             | -             | - | -     | 3     | 1     | 2     | 0   | 55.55%      | 2       | 1       | +1      |         |         |         |         |
| Sapucaiense · Brasil          | CG                  | 2011                | -     | -    | -    | -    | -    | 18    | 5    | 5    | 8    | -     | -  | -             | -             | -             | -             | -             | - | -     | 18    | 5     | 5     | 8   | 37.04%      | 15      | 22      | -7      |         |         |         |         |
| Sapucaiense · Brasil          | Total               | Total               | -     | -    | -    | -    | -    | 18    | 5    | 5    | 8    | -     | -  | -             | -             | -             | -             | -             | - | -     | 18    | 5     | 5     | 8   | 37.04%      | 15      | 22      | -7      |         |         |         |         |
| Riograndense · Brasil         | CG                  | 2012                | -     | -    | -    | -    | -    | 24    | 9    | 6    | 9    | -     | -  | -             | -             | -             | -             | -             | - | -     | 24    | 9     | 6     | 9   | 45.83%      | 35      | 29      | +6      |         |         |         |         |
| Riograndense · Brasil         | Total               | Total               | -     | -    | -    | -    | -    | 24    | 9    | 6    | 9    | -     | -  | -             | -             | -             | -             | -             | - | -     | 24    | 9     | 6     | 9   | 45.83%      | 35      | 29      | +6      |         |         |         |         |
| Bagé · Brasil                 | CG                  | 2012                | -     | -    | -    | -    | -    | 12    | 5    | 2    | 5    | -     | -  | -             | -             | -             | -             | -             | - | -     | 12    | 5     | 2     | 5   | 47.23%      | 14      | 8       | +6      |         |         |         |         |
| Bagé · Brasil                 | Total               | Total               | -     | -    | -    | -    | -    | 12    | 5    | 2    | 5    | -     | -  | -             | -             | -             | -             | -             | - | -     | 12    | 5     | 2     | 5   | 47.23%      | 14      | 8       | +6      |         |         |         |         |
| União Frederiquense · Brasil  | CG                  | 2013                | -     | -    | -    | -    | -    | 5     | 0    | 4    | 1    | -     | -  | -             | -             | -             | -             | -             | - | -     | 5     | 0     | 4     | 1   | 26.67%      | 3       | 5       | -2      |         |         |         |         |
| União Frederiquense · Brasil  | Total               | Total               | -     | -    | -    | -    | -    | 5     | 0    | 4    | 1    | -     | -  | -             | -             | -             | -             | -             | - | -     | 5     | 0     | 4     | 1   | 26.67%      | 3       | 5       | -2      |         |         |         |         |
| São Paulo-RS · Brasil         | 4.ª                 | 2016                | 6     | 3    | 0    | 3    | FG   | 4     | 1    | 2    | 1    | -     | -  | -             | -             | -             | -             | -             | - | -     | 10    | 4     | 2     | 4   | 46.67%      | 12      | 13      | -1      |         |         |         |         |
| São Paulo-RS · Brasil         | Total               | Total               | 6     | 3    | 0    | 3    | -    | 4     | 1    | 2    | 1    | -     | -  | -             | -             | -             | -             | -             | - | -     | 10    | 4     | 2     | 4   | 46.67%      | 12      | 13      | -1      |         |         |         |         |
| Veranópolis · Brasil          | CG                  | 2017                | -     | -    | -    | -    | -    | 13    | 3    | 6    | 4    | -     | -  | -             | -             | -             | -             | -             | - | -     | 13    | 3     | 6     | 4   | 38.46%      | 9       | 15      | -6      |         |         |         |         |
| Veranópolis · Brasil          | Total               | Total               | -     | -    | -    | -    | -    | 13    | 3    | 6    | 4    | -     | -  | -             | -             | -             | -             | -             | - | -     | 13    | 3     | 6     | 4   | 38.46%      | 9       | 15      | -6      |         |         |         |         |
| Athletico Paranaense · Brasil | 1.ª                 | 2018                | 26    | 14   | 6    | 6    | 7.º  | 17    | 10   | 6    | 1    | 10    | 7  | 2             | 1             | 1.º           | -             | -             | - | -     | 53    | 31    | 14    | 8   | 67.3%       | 88      | 33      | +55     |         |         |         |         |
| Athletico Paranaense · Brasil | 1.ª                 | 2019                | 30    | 13   | 7    | 10   | Inc. | 8     | 4    | 3    | 1    | 8     | 3  | 0             | 5             | 1/8           | 3             | 2             | 0 | 1     | 49    | 22    | 10    | 17  | 51.7%       | 68      | 48      | +20     |         |         |         |         |
| Athletico Paranaense · Brasil | Total               | Total               | 56    | 27   | 13   | 16   | -    | 25    | 14   | 9    | 2    | 18    | 10 | 2             | 6             | -             | 3             | 2             | 0 | 1     | 102   | 53    | 24    | 25  | 59.8%       | 156     | 81      | +75     |         |         |         |         |
| Corinthians · Brasil          | 1.ª                 | 2020                | 8     | 2    | 3    | 3    | Inc. | 16    | 6    | 7    | 3    | 2     | 1  | 0             | 1             | 2ªF           | -             | -             | - | -     | 26    | 9     | 10    | 7   | 47.44%      | 32      | 25      | +7      |         |         |         |         |
| Corinthians · Brasil          | Total               | Total               | 8     | 2    | 3    | 3    | -    | 16    | 6    | 7    | 3    | 2     | 1  | 0             | 1             | -             | -             | -             | - | -     | 26    | 9     | 10    | 7   | 47.44%      | 32      | 25      | +7      |         |         |         |         |
| Grêmio · Brasil               | 1.ª                 | 2021                | 7     | 0    | 2    | 5    | Inc. | 8     | 5    | 3    | 0    | 4     | 4  | 0             | 0             | Inc.          | 1             | 1             | 0 | 0     | 20    | 10    | 5     | 5   | 58.33%      | 38      | 19      | +19     |         |         |         |         |
| Grêmio · Brasil               | Total               | Total               | 7     | 0    | 2    | 5    | -    | 8     | 5    | 3    | 0    | 4     | 4  | 0             | 0             | -             | 1             | 1             | 0 | 0     | 20    | 10    | 5     | 5   | 58.33%      | 38      | 19      | +19     |         |         |         |         |
| Ceará · Brasil                | 1.ª                 | 2021                | 19    | 6    | 7    | 6    | 11.º | -     | -    | -    | -    | -     | -  | -             | -             | -             | -             | -             | - | -     | 19    | 6     | 7     | 6   | 43.86%      | 19      | 18      | +1      |         |         |         |         |
| Ceará · Brasil                | 1.ª                 | 2022                | -     | -    | -    | -    | -    | 13    | 8    | 4    | 1    | -     | -  | -             | -             | -             | -             | -             | - | -     | 13    | 8     | 4     | 1   | 71.8%       | 19      | 4       | +15     |         |         |         |         |
| Ceará · Brasil                | Total               | Total               | 19    | 6    | 7    | 6    | -    | 13    | 8    | 4    | 1    | -     | -  | -             | -             | -             | -             | -             | - | -     | 32    | 14    | 11    | 7   | 55.21%      | 38      | 22      | +16     |         |         |         |         |
| Sporting Cristal · Perú       | 1.ª                 | 2023                | 36    | 19   | 14   | 3    | 3.º  | -     | -    | -    | -    | 12    | 4  | 4             | 4             | 1/16          | -             | -             | - | -     | 48    | 23    | 18    | 7   | 60.42%      | 78      | 45      | +33     |         |         |         |         |
| Sporting Cristal · Perú       | Total               | Total               | 36    | 19   | 14   | 3    | -    | -     | -    | -    | -    | 12    | 4  | 4             | 4             | -             | -             | -             | - | -     | 48    | 23    | 18    | 7   | 60.42%      | 78      | 45      | +33     |         |         |         |         |
| Botafogo · Brasil             | 1.ª                 | 2023                | 5     | 0    | 4    | 1    | 5.º  | -     | -    | -    | -    | -     | -  | -             | -             | -             | -             | -             | - | -     | 5     | 0     | 4     | 1   | 26.67%      | 5       | 7       | -2      |         |         |         |         |
| Botafogo · Brasil             | 1.ª                 | 2024                | -     | -    | -    | -    | -    | 9     | 4    | 2    | 3    | 1     | 0  | 1             | 0             | Inc.          | -             | -             | - | -     | 10    | 4     | 3     | 3   | 50%         | 14      | 10      | +4      |         |         |         |         |
| Botafogo · Brasil             | Total               | Total               | 5     | 0    | 4    | 1    | -    | 9     | 4    | 2    | 3    | 1     | 0  | 1             | 0             | -             | -             | -             | - | -     | 15    | 4     | 7     | 4   | 42.23%      | 19      | 17      | +2      |         |         |         |         |
| Universidad Católica · Chile  | 1.ª                 | 2024                | 25    | 12   | 5    | 8    | 5.º  | 3     | 1    | 1    | 1    | -     | -  | -             | -             | -             | -             | -             | - | -     | 28    | 13    | 6     | 9   | 53.57%      | 44      | 32      | +12     |         |         |         |         |
| Universidad Católica · Chile  | 1.ª                 | 2025                | 11    | 5    | 2    | 4    | Inc. | 6     | 1    | 1    | 4    | 1     | 0  | 1             | 0             | 1ªF           | -             | -             | - | -     | 18    | 6     | 4     | 8   | 40.74%      | 25      | 23      | +2      |         |         |         |         |
| Universidad Católica · Chile  | Total               | Total               | 36    | 17   | 7    | 12   | -    | 9     | 2    | 2    | 5    | 1     | 0  | 1             | 0             | -             | -             | -             | - | -     | 46    | 19    | 10    | 17  | 48.55%      | 69      | 55      | +14     |         |         |         |         |
| LDU Quito · Ecuador           | 1.ª                 | 2025                | 11    | 6    | 3    | 2    | -    | 1     | 0    | 1    | 0    | 1     | 0  | 0             | 1             | -             | -             | -             | - | -     | 13    | 6     | 4     | 3   | 56.41%      | 20      | 12      | +8      |         |         |         |         |
| LDU Quito · Ecuador           | Total               | Total               | 11    | 6    | 3    | 2    | -    | 1     | 0    | 1    | 0    | 1     | 0  | 0             | 1             | -             | -             | -             | - | -     | 13    | 6     | 4     | 3   | 56.41%      | 20      | 12      | +8      |         |         |         |         |
| Total en su carrera           | Total en su carrera | Total en su carrera | 184   | 80   | 53   | 51   | -    | 173   | 74   | 56   | 43   | 39    | 19 | 8             | 12            | -             | 4             | 3             | 0 | 1     | 400   | 176   | 117   | 107 | 53.75%      | 580     | 386     | +194    |         |         |         |         |
| 1. 2. 3.                      |                     |                     |       |      |      |      |      |       |      |      |      |       |    |               |               |               |               |               |   |       |       |       |       |     |             |         |         |         |         |         |         |         |

#### Resumen por competencias
| Competición                     | Partidos | Ganados | Empatados | Perdidos | %      | Resultado        |
| ------------------------------- | -------- | ------- | --------- | -------- | ------ | ---------------- |
| Campeonato Brasileño de Serie D | 6        | 3       | 0         | 3        | 50%    | Fase de grupos   |
| Brasileirão                     | 95       | 35      | 29        | 31       | 47.02% | 5.º lugar        |
| Copa de Brasil                  | 13       | 7       | 5         | 1        | 66.67% | Campeón          |
| Campeonato Acreano              | 13       | 11      | 1         | 1        | 87.18% | Campeón          |
| Copa FMF                        | 3        | 1       | 2         | 0        | 55.55% | Fase de grupos   |
| Campeonato Gaúcho               | 78       | 26      | 25        | 27       | 44.01% | Campeón          |
| Copa FGF                        | 4        | 1       | 2         | 1        | 41.67% | Fase de grupos   |
| Recopa Gaúcha                   | 1        | 1       | 0         | 0        | 100%   | Campeón          |
| Campeonato Paranaense           | 16       | 10      | 5         | 1        | 72.92% | Campeón          |
| Paulistão                       | 16       | 6       | 7         | 3        | 52.08% | Subcampeón       |
| Copa do Nordeste                | 9        | 5       | 4         | 0        | 70.37% | Cuartos de final |
| Campeonato Cearense             | 2        | 1       | 0         | 1        | 50%    | Cuartos de final |
| Campeonato Carioca              | 9        | 4       | 2         | 3        | 51.85% | Fase de grupos   |
| Primera División del Perú       | 36       | 19      | 14        | 3        | 65.74% | 3.er lugar       |
| Primera División de Chile       | 36       | 17      | 7         | 12       | 53.7%  | 5.º lugar        |
| Copa Chile                      | 9        | 2       | 2         | 5        | 29.63% | Segunda ronda    |
| Serie A de Ecuador              | 11       | 6       | 3         | 2        | 63.64% | En disputa       |
| Copa Ecuador                    | 1        | 0       | 1         | 0        | 33.33% | En disputa       |
| Copa Libertadores               | 22       | 8       | 4         | 10       | 42.42% | Octavos de final |
| Copa Sudamericana               | 17       | 11      | 4         | 2        | 72.55% | Campeón          |
| Recopa Sudamericana             | 2        | 1       | 0         | 1        | 50%    | Subcampeón       |
| Suruga Bank                     | 1        | 1       | 0         | 0        | 100%   | Campeón          |
| Total                           | 400      | 176     | 117       | 107      | 53.75% | 9 Títulos        |

## Palmarés

#### Campeonatos regionales
| Título                    | Club                 | Estado             | Año  |
| ------------------------- | -------------------- | ------------------ | ---- |
| Campeonato Gaúcho Série B | São Luiz             | Río Grande del Sur | 2005 |
| Campeonato Matogrossense  | Luverdense           | Mato Grosso        | 2009 |
| Campeonato Acreano        | Rio Branco           | Acre               | 2010 |
| Campeonato Paranaense     | Athletico Paranaense | Paraná             | 2018 |
| Campeonato Gaúcho         | Grêmio               | Río Grande del Sur | 2021 |
| Recopa Gaúcha             | Grêmio               | Río Grande del Sur | 2021 |

#### Campeonatos nacionales
| Título         | Club                 | País   | Año  |
| -------------- | -------------------- | ------ | ---- |
| Copa de Brasil | Athletico Paranaense | Brasil | 2019 |

#### Campeonatos internacionales
| Título            | Club                 | Sede      | Año  |
| ----------------- | -------------------- | --------- | ---- |
| Copa Sudamericana | Athletico Paranaense | Curitiba  | 2018 |
| Copa Suruga Bank  | Athletico Paranaense | Hiratsuka | 2019 |